# Joe T. Ford
Joe T. Ford (* 24. Juni 1937 in Conway, Arkansas) ist ein US-amerikanischer Unternehmer und Mitgründer und ehemaliger CEO von Alltel.

## Leben
Joe T. Ford erlangte im Jahr 1959 einen Abschluss als Bachelor of Science in Betriebswirtschaftslehre an der University of Arkansas. Während seiner Studienzeit war er Mitglied in den Studentenverbindungen Pi Kappa Alpha und Alpha Kappa Psi. Nach seinem Abschluss begann er, für die Allied Telephone Company zu arbeiten.
Von 1967 bis 1982 war Ford Abgeordneter im Senat von Arkansas. Im Jahr 1977 wurde er zum Präsidenten der Allied Telephone Company ernannt.
Die Allied Telephone Company wurde 1983 mit der Mid-Continent Telephone Corporation zu Alltel zusammengeschlossen. Joe T. Ford wurde der erste Präsident der Firma, bis er im Jahr 1987 zum CEO befördert wurde. Diese Tätigkeit übte er bis 2002 aus. Darüber hinaus hatte er die Position des Vorstandsvorsitzenden von 1991 bis 2007 inne. Unter seiner Leitung expandierte Alltel zu einer weltweiten Organisation mit über 15 Millionen Kunden und einem Jahresumsatz von ungefähr 10 Milliarden US-Dollar.
Neben seiner Tätigkeit für Alltel war Ford Mitglied des Aufsichtsrats von Textron. Er arbeitete ebenfalls für The Dial Corporation, Duke Power Company, Eltek ASA, Beverly Enterprises und die United States Chamber of Commerce. Außerdem war er in führender Position für die Arkansas Telephone Association, die United States Telecom Association und die National Exchange Carriers Association tätig. Im Jahr 1985 war er Mitgründer der Westrock Coffee Company.
Zwischen 2002 und 2009 war Ford Direktor von EnPro Industries.
Er ist Teilhaber der Investmentgruppe Westrock Capital Partners.

## Familie
Ford ist mit Jo Ellen Wilbourn verheiratet. Sein Sohn Scott T. Ford arbeitete ebenfalls für Alltel.